# Chevalier (film 2015)
Chevalier è un film del 2015 diretto da Athīna Rachīl Tsaggarī.